# Dymbowica
Dymbowica (rum. Dâmbovița) – rzeka w południowej Rumunii, lewy dopływ Ardżeszu. Jej długość wynosi 269 km. W dolnym biegu przepływa przez Nizinę Wołoską. Nad Dymbowicą leży stolica Rumunii – Bukareszt.